# Truxalis annulata
Truxalis annulata är en insektsart som beskrevs av Carl Peter Thunberg 1815. Truxalis annulata ingår i släktet Truxalis och familjen gräshoppor. Inga underarter finns listade i Catalogue of Life.